# Aneta Michalak
Aneta Michalak, född den 6 augusti 1977 i Poznań, Polen, är en polsk kanotist.
Hon tog bland annat VM-guld i K-4 1000 meter i samband med sprintvärldsmästerskapen i kanotsport 2002 i Sevilla.